# Orniac
Orniac ist eine französische Gemeinde mit 72 Einwohnern (Stand 1. Januar 2022) im Département Lot in der Region Okzitanien. Sie gehört zum Kanton Causse et Vallées und zum Arrondissement Gourdon. 
Nachbargemeinden sind Lentillac-du-Causse im Nordwesten, Sénaillac-Lauzès im Norden, Blars im Nordosten, Sauliac-sur-Célé im Südosten und Cabrerets im Südwesten.

## Bevölkerungsentwicklung

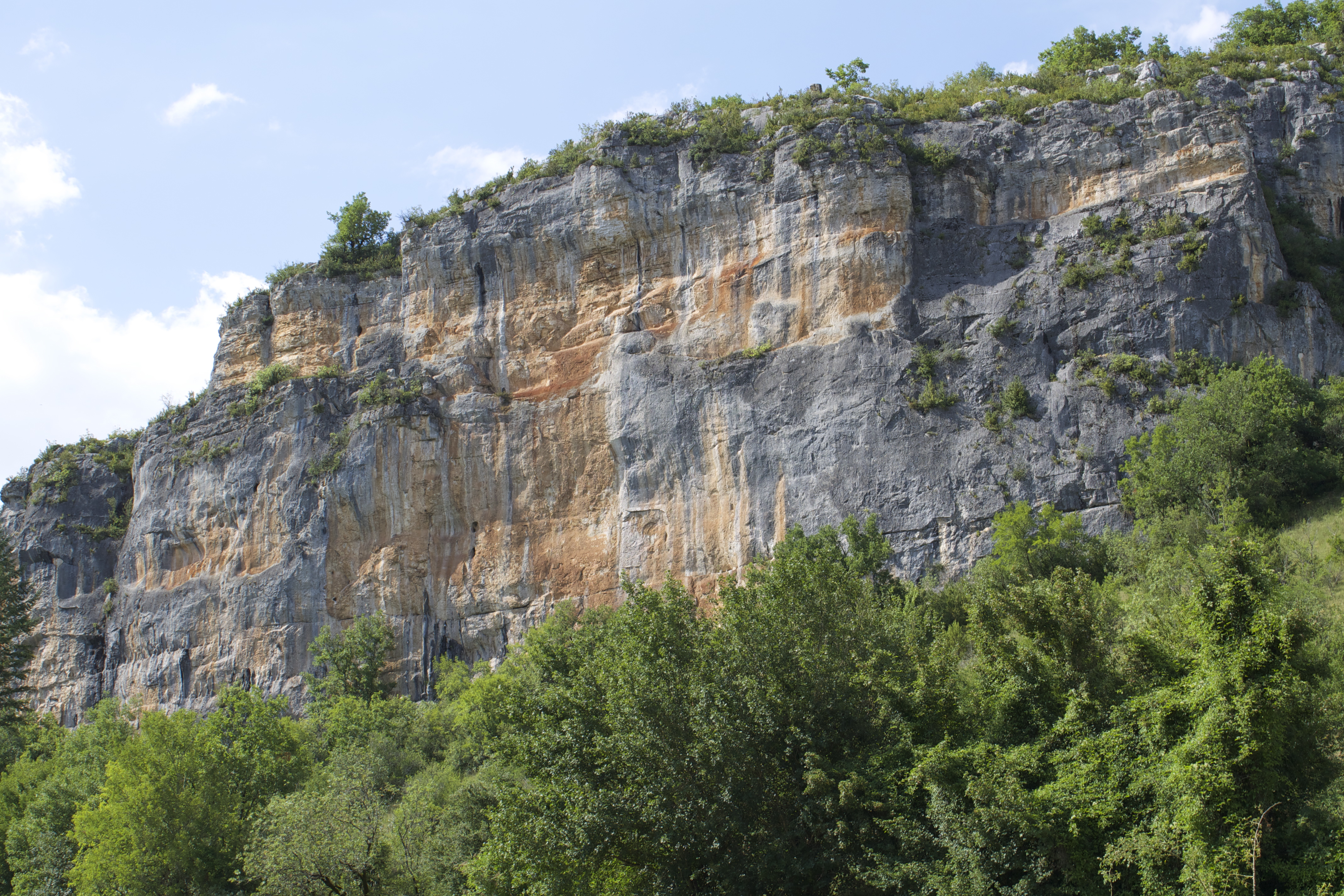
Felsformation in Ormiac

| Jahr      | 1962 | 1968 | 1975 | 1982 | 1990 | 1999 | 2008 | 2018 |
| --------- | ---- | ---- | ---- | ---- | ---- | ---- | ---- | ---- |
| Einwohner | 90   | 80   | 82   | 87   | 95   | 90   | 103  | 71   |